# Ewelina Ruckgaber
Ewelina Ruckgaber (ur. 19 lutego 1986 w Warszawie) – polska aktorka, prezenterka telewizyjna i piosenkarka.

## Życiorys
Jest córką piosenkarki Ewy Ruckgaber.
W 2013 ukończyła studia na Wydziale Aktorskim Państwowej Wyższej Szkoły Teatralnej w Krakowie (filia we Wrocławiu).
W telewizji zadebiutowała rolą Agaty w serialu TVP1 Tata, a Marcin powiedział (1999). Następnie zagrała m.in. Sylwię w Na Wspólnej (2003), Agatę Wąsowską w Pierwszej miłości i Dagmarę w Na sygnale (2015). Od 2016 wciela się w aspirant sztabową Natalię Nowak w serialu Gliniarze.
Śpiewa w Kapeli ze Śląska im. Józefa Poloka, z którym nagrała m.in. utwory „O młodej wdowie” i „Ślonzoczki”, będący parodią utworu „My Słowianie” Donatana i Cleo. Nagrała autorską piosenkę „Świata widzenie”. Uczestniczyła w 12. edycji programu rozrywkowego Twoja twarz brzmi znajomo (2019) w telewizji Polsat.

## Filmografia
- 1998-1999: Tata, a Marcin powiedział – Agata
- 2003–2004: Na Wspólnej – Sylwia Muszyńska
- 2005: Biuro kryminalne – Jowita Jewer (odc. 1)
- 2005–2006: Pierwsza miłość – Agata Wąsowska
- 2007: Sex FM – Ewelina (odc. 2)
- 2009: Kołowrotek – uczestniczka konkursu miss
- 2011: Unia serc – ekspedientka (odc. 3, 6, 12)
- 2013: Drogówka – „Ruda”
- 2015: Na sygnale – Dagmara (odc. 72)
- 2015: Sprzątaczki – Ewelina Michalska (odc. 11)
- 2015: Barwy szczęścia – dziewczyna (odc. 1278)
- od 2016: Gliniarze – aspirant sztabowy Natalia Nowak
- 2021: Mój dług – wychowawczyni
- 2021: Pajęczyna – prostytutka (odc. 5)
- 2022: Przyjaciółki – Justyna Sex Coach (odc. 231, 232, 233)
- 2023: Ojciec Mateusz – Katarzyna Maciąg (odc. 373)
- 2023: Na sygnale – Małgorzata (odc. 430)
- 2023: Komisarz Alex – Bożena (odc. 238)
- od 2024: Policjantki i policjanci – Marta Matysiak
- 2024: Sprawiedliwi – Wydział Kryminalny – Łucja (odc. 813)
- 2024: Zakładnicy – policjantka z patrolu (odc. 4)

## Programy telewizyjne
- 2019: Twoja twarz brzmi znajomo – uczestniczka 12 edycji